# Turania (vlinder)
Turania is een geslacht van vlinders uit de familie van de grasmotten (Crambidae), uit de onderfamilie van de Odontiinae. De wetenschappelijke naam van dit geslacht is voor het eerst voorgesteld door Émile Louis Ragonot in een publicatie uit 1891.
De soorten van dit geslacht komen voor in Centraal-Azië.

## Soorten
- Turania pentodontalis (Erschoff, 1874)
- Turania russulalis (Christoph, 1877)